# Distretti congressuali dello stato di Washington

Distretti congressuali dello Stato di Washington

Lo stato di Washington è diviso in 10 distretti congressuali, ognuno rappresentato da un delegato alla Camera dei rappresentanti degli Stati Uniti.
I distretti sono attualmente rappresentati al 119º Congresso degli Stati Uniti d'America da 8 democratici e da 2 repubblicani.

## Distretti e rispettivi rappresentanti
| Distretto | Rappresentante          | Partito      | CPVI | In carica dal    | Mappa del distretto |
| --------- | ----------------------- | ------------ | ---- | ---------------- | ------------------- |
| 1°        | Suzan DelBene           | Democratico  | D+15 | 13 novembre 2012 |                     |
| 2°        | Rick Larsen             | Democratico  | D+12 | 3 gennaio 2001   |                     |
| 3°        | Marie Gluesenkamp Perez | Democratico  | R+2  | 3 gennaio 2023   |                     |
| 4°        | Dan Newhouse            | Repubblicano | R+10 | 3 gennaio 2015   |                     |
| 5°        | Michael Baumgartner     | Repubblicano | R+5  | 3 gennaio 2025   |                     |
| 6°        | Emily Randall           | Democratico  | D+10 | 3 gennaio 2025   |                     |
| 7°        | Pramila Jayapal         | Democratico  | D+39 | 3 gennaio 2017   |                     |
| 8°        | Kim Schrier             | Democratico  | D+3  | 3 gennaio 2019   |                     |
| 9°        | Adam Smith              | Democratico  | D+22 | 3 gennaio 1997   |                     |
| 10°       | Marilyn Strickland      | Democratico  | D+9  | 3 gennaio 2021   |                     |

## Cronologia delle configurazioni
Le tabelle riportano le mappe dei confini dei distretti congressuali dello stato di Washington, presentati in maniera cronologica. Vengono mostrati tutti i cicli di modifica periodica dei distretti dal 1973 ad oggi.
| Anno      | Cartina dello stato | Dettaglio dello Stretto di Puget |
| --------- | ------------------- | -------------------------------- |
| 1973–1982 |                     |                                  |
| 1983–1984 |                     |                                  |
| 1985–1992 |                     |                                  |
| 1993–2002 |                     |                                  |
| 2003–2013 |                     |                                  |
| 2013–2023 |                     |                                  |
| Dal 2023  |                     |                                  |

## Distretti obsoleti
- Distretto congressuale at-large dello stato di Washington
- Distretto congressuale at-large del Territorio di Washington